# FAMILY (A.F.R.Oの曲)
「FAMILY」（ファミリー）はA.F.R.Oの配信限定シングル。トイズファクトリーから2015年6月17日に配信された。｢HERO｣と同時配信となる。同時配信曲は｢ジャッパニーズ｣、｢涙雨｣から約6年振りとなる。

## 曲の詳細
1. FAMILY [4:06]
  - 作詞・作曲 : A.F.R.O